# Bubi
Za afriško etnično skupino iz Ekvatorialne Gvineje glejte Bubi (etnična skupina).
Búbi je ženska pričeska s kratkimi, zadaj posnetimi lasmi. Nosile so jo ženske v 20. letih 20. stoletja.